# Amalou
Amalou (em árabe: امالو) é uma comuna localizada na província de Bugia, Argélia. Segundo o censo de 2008, a população total da cidade era de 8 602 habitantes.